# Литров, Карл Людвиг
Карл Людвиг Литров (нем. Karl Ludwig von Littrow, 18 июля 1811, Казань — 16 ноября 1877, Венеция) — австрийский астроном. Член Венской Императорской академии наук (1853; корреспондент с 1848).

## Биография
Родился в Казани, был старшим сыном астронома Иоганна Йозефа Литрова, основателя обсерватории Казанского университета. В 1816 году И. Й. Литров с семьёй уехал из России. Карл поступил в Венский университет, который окончил в 1831 году, после чего поступил в качестве ассистента в Венскую обсерваторию, которую с 1819 года возглавлял его отец. После смерти отца в 1840 году, Карл в 1842 году стал директором обсерватории и занимал этот пост до своей кончины.
Карл Литров опубликовал ряд научных работ, среди которых известны «Популярная геометрия» (1839) и список географических координат населённых пунктов (1844, дополненное издание — 1846). Под его руководством было издано 20 томов наблюдений обсерватории под заглавием «Annalen der Sternwarte in Wien», которые стали одним из самых известных астрономических ежегодников того времени.
В 1847 году Карл Литров совместно с русским астрономом Отто Струве осуществил работы по измерению дуги меридиана в Европе, в частности, на территории Австрийской империи. Был инициатором строительства нового здания Венской обсерватории, но до завершения строительства не дожил.
В 1877 году отправился на лечение в Италию, но по пути умер в Венеции.

## Личная жизнь
В 1839 году женился на Августе Бишхоф, писательнице и активистке женского движения. Их сын, Отто фон Литров (1843—1864) также был астрономом, известен как изобретатель спектрометра Литрова.

## Память
В честь Карла Литрова в 1878 году была учреждена памятная медаль. Медаль изготавливается из бронзы по эскизу гравёра Антона Шарфа, имеет вес около 107 граммов и диаметр 64 мм, на лицевой стороне её имеется надпись «*CAROLO DE LITTROW HUMANITATE INGENIO DOCTRIN INSIGNI», а на оборотной — вид Венской обсерватории, текст «Harum AEDIUM Auctori» и римские цифры «MDCCCLXXVIII».
В честь Карла Литрова в 1879 году была названа улица Littrowgasse в венском районе Веринг.

## Публикации
- Beitrag zu einer Monographie des Halleyschen Cometen, (1834);
- Populäre Geometrie (1839)
- Verzeichnis geographischer Ortsbestimmungen, (1844);
- Physische Zusammenkünfte der Planeten, (1859).